# SMS PZPS Szczyrk
SMS PZPS Szczyrk – polski, żeński klub siatkarski działający przy Szkole Mistrzostwa Sportowego Polskiego Związku Piłki Siatkowej w Szczyrku.
Działacze siatkarskiego związku zdecydowali, że od nowego roku szkolnego 2014/2015 Niepubliczne Liceum Ogólnokształcące SMS PZPS w Sosnowcu będzie się mieścić na terenie Centralnego Ośrodka Sportu w Szczyrku.
Klub wystawia dwie drużyny w krajowych rozgrywkach seniorskich:
- SMS PZPS I Szczyrk – grający w I lidze
- SMS PZPS II Szczyrk – grający w II lidze

Dodatkowo na szczeblu okręgowym w rozgrywkach bierze udział drużyna:
- SMS PZPS III Szczyrk

Z zasady składy drużyn na sezon są ustalone, jednak w jego trakcie dochodzi czasem do zmian – zawodniczki bywają przenoszone między powyższymi drużynami w trakcie sezonu, co jest możliwe dzięki specjalnemu statusowi klubu w rozgrywkach – celem drużyn ze szkoły PZPS nie jest zwycięstwo, a gra w lidze ma być sposobem zdobycia umiejętności. Najczęściej jednak jest tak, że zawodniczki starszych klas liceum stanowią trzon drużyny pierwszej, młodsze licealistki to trzon drużyny drugiej, natomiast gimnazjalistki – drużyny trzeciej.

## Szkoła
Główną ideą szkoły jest trenowanie młodych i obiecujących zawodniczek w warunkach umożliwiających skoncentrowanie się na siatkówce. Dlatego też uczennice pochodzą z różnych zakątków Polski, mieszkają w internacie przy hali sportowej, zdobywając kwalifikacje siatkarskie w rozgrywkach klubowych oraz na treningach wg specjalnego programu. W budynku (dawna hala Płomienia + internat przerobiony z hotelu dla zawodników) zorganizowane są sale lekcyjne, w których odbywają się zajęcia specjalnie powołanego Niepublicznego Liceum Ogólnokształcącego, a później Niepublicznego Gimnazjum, obu finansowanych i prowadzonych przez Polski Związek Piłki Siatkowej. Dyrektorem zespołu szkół – gimnazjum oraz liceum był w latach 1996–2014 Stanisław Binkiewicz.

## Osiągnięcia
Od początku istnienia szkoły jej uczennice stanowiły istotną część, a później trzon młodzieżowych rozgrywek siatkarskich tak w pojedynkach macierzystych klubów, jak i reprezentacyjnych, grając w kadrach Polski juniorek oraz kadetek. Reprezentacje oparte na siatkarkach SMS zdobyły dotąd kilkanaście medali mistrzostw Europy i mistrzostw Świata w kategoriach juniorskich. Po osiągnięciu wieku seniorskiego w większości stają się czołowymi zawodniczkami swoich klubów (w Polsce i za granicą), jak i reprezentacji Polski seniorek. Ta reguła potwierdza się również w stosunku do zawodniczek, które grały w sosnowieckiej SMS, choć naukę w szkole przerwały.

## Znane absolwentki
- Natalia Bamber
- Kinga Baran
- Agnieszka Bednarek
- Urszula Bejga
- Izabela Bełcik
- Katarzyna Biel
- Katarzyna Bryda
- Angelika Bulbak
- Gabriela Buławczyk
- Sylwia Chmiel
- Anita Chojnacka
- Iga Chojnacka
- Karolina Ciaszkiewicz
- Małgorzata Cieśla
- Zuzanna Czyżnielewska
- Paulina Dutkiewicz
- Zuzanna Efimienko
- Anna Gawron
- Magdalena Godos
- Paulina Gomułka
- Anna Grejman
- Natalia Strózik
- Marta Haładyn
- Magdalena Jagodzińska
- Emilia Kajzer
- Katarzyna Wellna
- Natalia Kurnikowska
- Klaudia Kaczorowska
- Agata Karczmarzewska
- Koleta Łyszkiewicz
- Paulina Maj
- Monika Martałek
- Dorota Medyńska
- Ewelina Mikołajewska
- Agnieszka Mitręga
- Katarzyna Mroczkowska
- Agata Mróz
- Dominika Nowakowska
- Elżbieta Nykiel
- Sylwia Pelc
- Marta Pluta
- Anna Podolec
- Aleksandra Przybysz
- Sylwia Pycia
- Milena Sadurek
- Agata Sawicka
- Dominika Sieradzan
- Katarzyna Skowrońska
- Marta Solipiwko
- Justyna Sosnowska
- Alicja Szajek
- Wioletta Szkudlarek
- Marta Szymańska
- Ewa Ślusarz
- Ewelina Toborek
- Maja Tokarska
- Laura Tomsia
- Sylwia Wojcieska
- Anna Woźniakowska
- Gabriela Wojtowicz
- Joanna Wołosz
- Kinga Zielińska
- Izabela Żebrowska